# Zanthoxylum kauaense
'
Zanthoxylum kauaense är en vinruteväxtart som beskrevs av Asa Gray.
Zanthoxylum kauaense ingår i släktet Zanthoxylum och familjen vinruteväxter. IUCN kategoriserar arten globalt som nära hotad. Inga underarter finns listade i Catalogue of Life.